# Emmesomyia similata
Emmesomyia similata este o specie de muște din genul Emmesomyia, familia Anthomyiidae, descrisă de Masayoshi Suwa în anul 1991. Conform Catalogue of Life specia Emmesomyia similata nu are subspecii cunoscute.